# Караєв Юрій Хаджимуратович
Ю́рій Хаджимура́тович Кара́єв (біл. Юрый Хаджымуратавіч Караеў; 21 червня 1966 року, Орджонікідзе) — генерал-майор міліції, колишній міністр внутрішніх справ Республіки Білорусь (11 червня 2019 — 29 жовтня 2020). Один із керівників силових органів Білорусі в період акцій протесту 2020 року. Відповідальний за приховування результатів виборів президента Білорусі в серпні 2020 року. Віддавав накази про силовий розгін мирних мітингів із застосуванням гумових куль, вогнепальної зброї, світлошумових гранат і водометів проти беззбройних протестувальників, а також за насильство й тортури в білоруських силових структурах і місцях позбавлення волі.

## Біографія
Народився 21 червня 1966 року в російському місті Орджоникидзе.
1987 року закінчив Саратовське вище військове командне Червонознаменне училище Внутрішніх військ МВС РФ імені Ф. Е. Дзержинського. Служив у Могильові, потім — у Мінському полку оперативного призначення МВС СРСР. Брав участь у бойових діях у Нагірному Карабасі. У 1992—1994 роках командував навчальною ротою 3-ї окремої Червонопрапорної бригади оперативного призначення Внутрішніх військ МВС Білорусі (в/ч 3214).
1996 року закінчив Військову академію імені М. В. Фрунзе (Москва), факультет Генерального штабу Збройних сил Військової академії Республіки Білорусь. Служив командиром військової частини 5527 (П'ятий окремий спеціальний міліцейський батальйон, Бобруйськ; 1999—2005), військової частини 5525 (спеціальна міліцейська бригада, Гомель), командиром батальйону військової частини 3214 (Уруччя; командир частини — Д. В. Павліченко).
З липня 2008 року — командир полку міліції спеціального призначення ГУВС Мінського міськвиконкому, з жовтня 2008 до червня 2009 року — командир військової частини 3214 (3-тя окрема Червонопрапорна бригада оперативного призначення). З 2009 року — перший заступник начальника оперативної і бойової підготовки внутрішніх військ МВС, з 2012 — заступник міністра внутрішніх справ — командувач Внутрішніми військами.
11 червня 2019 року призначений міністром внутрішніх справ Білорусі.
Також є головою Білоруської федерації кікбоксингу й тайського боксу.
У грудні 2019 року заявляв, що міліція країни позбуватиметься іміджу «карального органу» й перестане застосовувати «палично-галочну» систему, та оцінюватиме результативність роботи за кінцевими результатами без застосування планів або нормативів.
У березні 2025 року його було призначено губернатором Гродненської області.

### Протести в Білорусі (2020)
На 4-й день протестів після виборів президента Білорусі у 2020 році, Караєв підтвердив, що співробітники МВС могли завдавати травми випадковим людям, «які потрапили під роздачу», і повідомив, що серед понад 6 тисяч затриманих громадян є особи, на яких не складалися адміністративні справи. УВКПЛ ООН засудило насильство з боку міліції.
У ході боротьби силових органів з акціями протесту загинуло щонайменше 2 людини, понад 200 дістали поранення різного ступеня тяжкості і близько 7 тисяч осіб були затримані. До затриманих співробітники силових структур застосовували різні види залякування, включно з погрозами, приниженнями, масовими побиттями та катуваннями.

## Міжнародні санкції
31 серпня 2020 року Караєва включили до списку осіб, на яких накладено безстрокову заборону на в'їзд до Латвії, п'ятирічну заборону на в'їзд до Естонії та заборону на в'їзд до Литви у зв'язку з тим, що своїми діями він організував і підтримав фальсифікацію президентських виборів 9 серпня і подальше насильницьке придушення протестів.
2 жовтня 2020 року Караєва включили до «Чорного списку ЄС» як ексміністра внутрішніх справ, який залишився активним за режиму Лукашенка як помічник президента — інспектора по Гродненської області і несе відповідальність за кампанію репресій і залякування, що проводиться силами МВС в результаті президентських виборів 2020 року, зокрема довільні арешти і жорстоке поводження, включно тортури, мирних демонстрантів, а також залякування і насильство щодо журналістів. У той же день був включений до списку спеціально позначених громадян і заблокованих осіб США.
Крім того, Караєва у свої санкційні списки включили Велика Британія, Канада, Швейцарія. 20 листопада 2020 року до жовтневого пакета санкцій ЄС приєдналися Албанія, Ісландія, Ліхтенштейн, Норвегія, Північна Македонія, Чорногорія та Україна.

## Сім'я
Батько — Хаджимурат Тимофійович Караєв, працював електрослюсарем; мати — Раїса Михайлівна, працювала інженером.
Сестра — Тамара, живе у Владикавказі.
Син — Герман; випускник Білоруського економічного університету, тренер із кіокушинкай.